# Agostino Fonduli

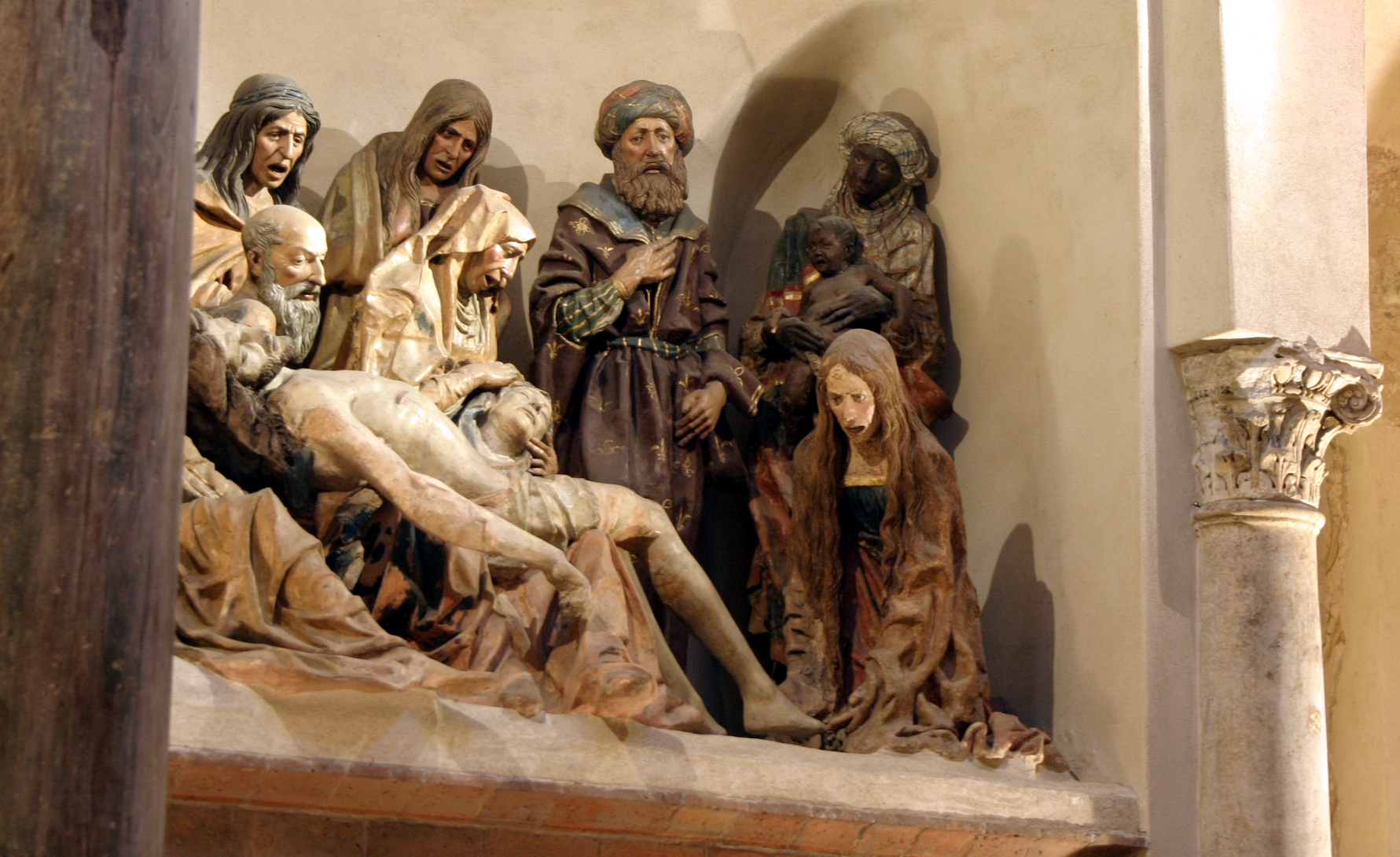
Compianto sul Cristo morto, Kirche Santa Maria presso San Satiro, Mailand.

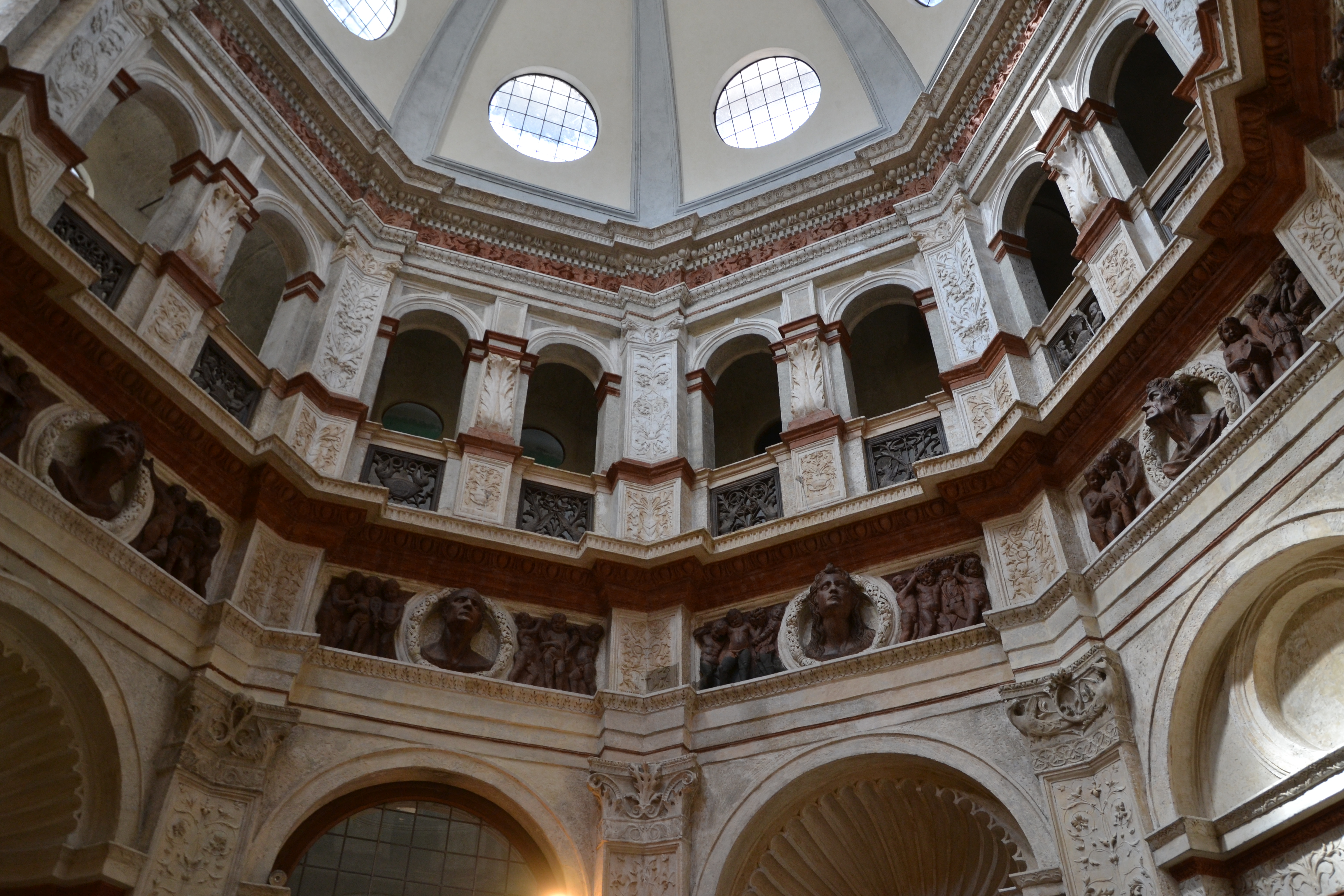
Fries mit Prophetenköpfen und Putten, Taufkapelle der Kirche Santa Maria presso San Satiro, Mailand.

Agostino Fonduli auch de Fondulis, de Fondulio, de Fondutis, de Fonduti (* um 1460 in Crema; † um 1522 ebenda)  war ein italienischer Bildhauer und Architekt der lombardischen Renaissance.

## Leben
Wahrscheinlich wurde Agostino in Crema geboren, wo die Werkstatt der De Fondutis erwähnt wird, bevor sie nach Padua zogen, einer Stadt, in der das Echo von Donatello und Andrea Mantegna lebendig war. Aufgrund dieses Aufenthalts in der venezianischen Stadt nannten die Zeitgenossen Agostino de Fondutis il Padovanino. Die stilistische Verwandtschaft mit Mantegna lässt auf einen möglichen Aufenthalt in Mantua schließen. Es gibt Aufzeichnungen über seine Tätigkeit zwischen 1483 und 1522.
Im Jahr 1483 muss sein Ruf als Bildhauer bereits weit verbreitet gewesen sein, denn Agostino wurde nach Mailand in die Kirche Santa Maria presso San Satiro (die Giovanni Antonio Amadeo gerade renovierte) gerufen, um die Terrakottagruppe mit der Darstellung der Beweinung des toten Christus anzufertigen (die sich noch vor Ort befindet). Einige Jahre später wurde er auf Drängen von Amadeo mit der Terrakotta-Dekoration der neuen Sakristei betraut, mit einem Fries aus Propheten- und Cherubenköpfen und einem weiteren aus Zentauren. Zur Dekoration gehörten auch 36 Terrakottafiguren an der Außenseite (im 18. Jahrhundert entfernt).
Die hohe künstlerische Qualität seiner Werke in Santa Maria presso San Satiro verschaffte De Fonduli weitere Berühmtheit: Dank seiner Zusammenarbeit mit Amadeo erhielt er später bemerkenswerte Aufträge, wie die Apostelstatuen für die Nischen des Tambours der Kirche Santa Maria presso San Celso in Mailand (1502). Agostino lernte so viel von Amadeo, dass er auch Aufträge als Architekt annehmen konnte; insbesondere eignete er sich jene stilistischen, kultivierten und klassischen Modi an, die sich später in der Lombardei weit verbreiteten, auch wenn er sich auf die traditionellen Kompositionssprachen stützte (angefangen bei seiner Vorliebe für Terrakotta-Dekorationen). Zusammen mit Giovanni Battaggio aus Lodi wurde er 1484 mit dem Bau und der Ausstattung des Palazzo Landi in Piacenza beauftragt.
Zu den Plänen für weitere architektonische Werke von De Fonduli gehören die Wallfahrtskirche Santa Maria della Misericordia in Castelleone (1513) und die Pfarrkirche in derselben Stadt (1517) sowie die ehemalige Kirche Santo Spirito und Santa Maddalena in Crema (hier schuf Agostino auch eine weitere Lamentation, die wahrscheinlich mit der heute in der Pieve von Palazzo Pignano untergebrachten Terrakottagruppe identifiziert werden kann).

## Bilder der Lamentation in der Kirche Santa Maria presso San Satiro

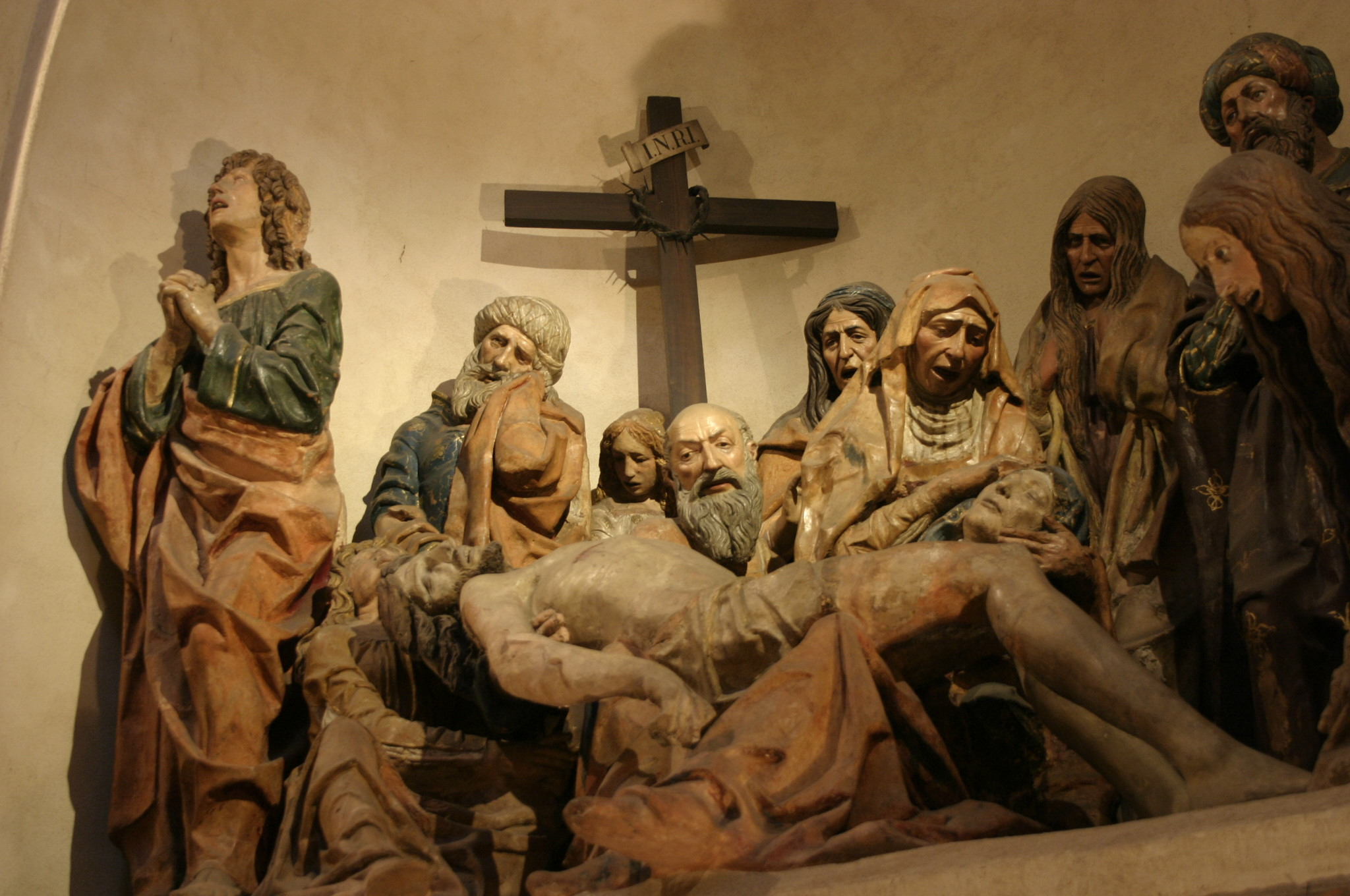
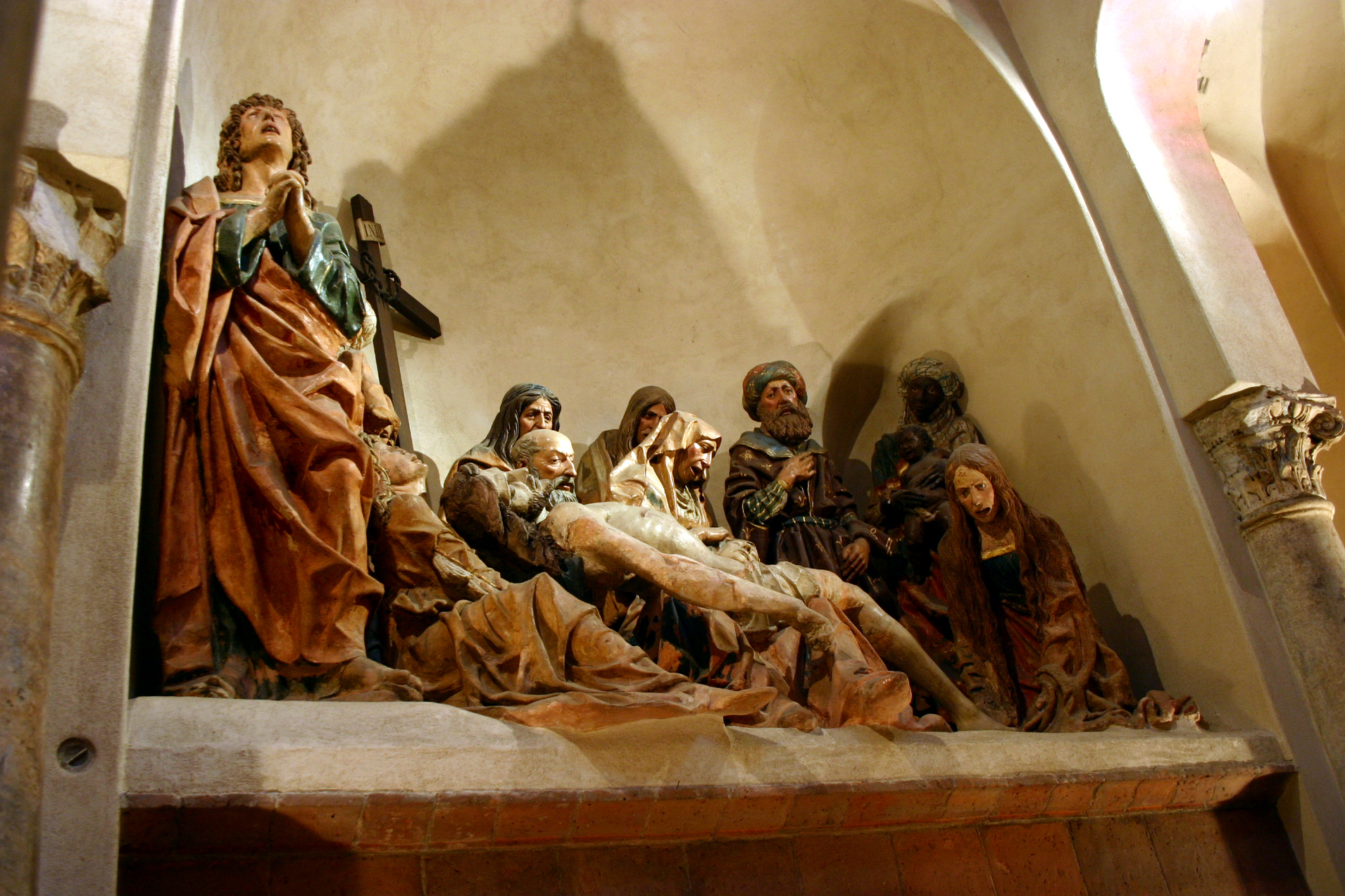
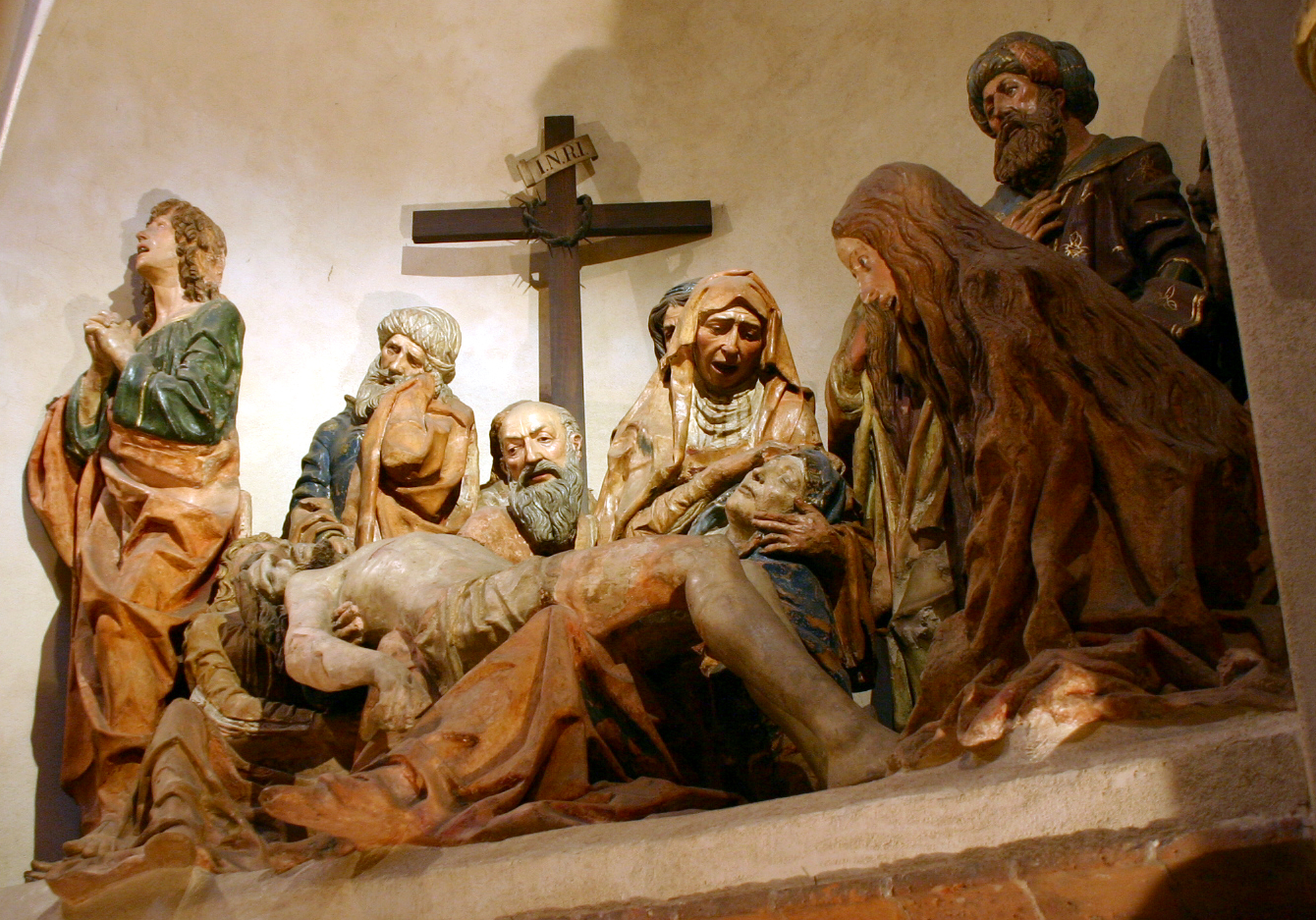